# Parrish (Wisconsin)
Parrish es un pueblo ubicado en el condado de Langlade en el estado estadounidense de Wisconsin. En el Censo de 2010 tenía una población de 91 habitantes y una densidad poblacional de 0,96 personas por km².

## Geografía
Parrish se encuentra ubicado en las coordenadas 45°25′5″N 89°22′17″O / 45.41806, -89.37139. Según la Oficina del Censo de los Estados Unidos, Parrish tiene una superficie total de 94.74 km², de la cual 93.69 km² corresponden a tierra firme y (1.11%) 1.05 km² es agua.

## Demografía
Según el censo de 2010, había 91 personas residiendo en Parrish. La densidad de población era de 0,96 hab./km². De los 91 habitantes, Parrish estaba compuesto por el 96.7% blancos, el 0% eran afroamericanos, el 1.1% eran amerindios, el 0% eran asiáticos, el 0% eran isleños del Pacífico, el 0% eran de otras razas y el 2.2% pertenecían a dos o más razas. Del total de la población el 0% eran hispanos o latinos de cualquier raza.